# Leotiomycetes
Leotiomycetes es una clase biológica de hongos ascomicetos de gran importancia en fitopatología. Sus características definitorias son dos: la posesión de ascocarpos tipo apotecio para albergar las ascas, cilíndricas y operculadas, y el color hialino de las esporas, que poseen muchas capas y que se dispersan mediante un poro circular de disposición apical.

## Sistemática
La clase agrupa a muchas especies que poseen un anamorfo entre los Deuteromycota. En clasificaciones antiguas,  Leotiomycetes se incluía en el clado Discomycetes inoperculados: hoy día, mediante técnicas de filogenia molecular, se han caracterizado como un grupo hermano de Sordariomycetes, en el árbol filogenético de Pezizomycotina.